# Kadakajaya
Kadakajaya is een bestuurslaag in het regentschap Sumedang van de provincie West-Java, Indonesië. Kadakajaya telt 3837 inwoners (volkstelling 2010).